# Chrysonotomyia chamaeleon
Chrysonotomyia chamaeleon är en stekelart som först beskrevs av Girault 1922.  Chrysonotomyia chamaeleon ingår i släktet Chrysonotomyia och familjen finglanssteklar. Inga underarter finns listade i Catalogue of Life.